# Giải đua ô tô Công thức 1 Bahrain
Giải đua ô tô Công thức 1 Bahrain (tiếng Ả Rập: جائزة البحرين الكبرى, tên chính thức là Gulf Air Bahrain Grand Prix vì lý do tài trợ) là một chặng đua Công thức 1 diễn ra tại Bahrain.
Cuộc đua đầu tiên diễn ra tại Trường đua Bahrain International vào ngày 4 tháng 4 năm 2004. Vào thời điểm đó, chặng đua này đã làm nên lịch sử khi trở thành chặng đua Công thức 1 đầu tiên được tổ chức ở Trung Đông. Sau đó, chặng đua này được Liên đoàn Ô tô Quốc tế (FIA) trao giải "Chặng đua Công thức 1 được tổ chức tốt nhất". Vào năm 2010, Bahrain đã tổ chức cuộc đua mở màn của mùa giải 2010 với kiểu đường "Endurance Circuit" dài 6,299 km để kỷ niệm 60 năm Công thức 1. Vào năm 2021, giải đua ô tô Công thức 1 Bahrain lại là chặng đua mở màn của mùa giải 2021 vì giải đua ô tô Công thức 1 Úc bị hủy do đại dịch COVID-19.
Ngoài ra, Giải đua ô tô Công thức 1 Bahrain gây chú ý khi phiên bản năm 2011 đã bị hủy bỏ vào ngày 21 tháng 2 do các cuộc biểu tình ở Bahrain và những lời phản đối của các tay đua bao gồm Damon Hill và Mark Webber mặc dù dự kiến được tổ chức vào ngày 13 tháng 3. Đồng thời, các nhà hoạt động nhân quyền cũng kêu gọi hủy bỏ cuộc đua năm 2012 do các báo cáo về các hành vi vi phạm nhân quyền của chính quyền Bahrain. Nhân viên của đội cũng bày tỏ lo ngại về sự an toàn nhưng cuộc đua vẫn được tổ chức như kế hoạch vào ngày 22 tháng 4 năm 2012.
Vào năm 2014, Giải đua ô tô Công thức 1 Bahrain được tổ chức như một sự kiện ban đêm dưới ánh đèn pha để kỷ niệm 10 năm. Sau đó, chặng đua này đã trở thành chặng đua Công thức 1 thứ hai được tổ chức vào ban đêm sau giải đua ô tô Công thức 1 Singapore kể từ năm 2008.

## Lịch sử
Bắt đầu từ những năm đầu thế kỷ 21, nhiều nước Trung Đông như Ai Cập, Liban và Các Tiểu vương quốc Ả Rập Thống nhất đều muốn đăng cai một chặng đua Công thức 1. Trong số đó thì Bahrain cũng có mong muốn như vậy nhưng phải đối mặt với sự thử thách lớn từ những nước Trung Đông này.
Thế nhưng, Bahrain đã có thể tổ chức chặng đua Công thức 1 đầu tiên vào năm 2004. Kể từ năm 2004 (ngoại trừ năm 2011), Giải đua ô tô Công thức 1 Bahrain chính thức được tổ chức tại Trường đua Bahrain International.
Michael Schumacher, tay đua của Ferrari, giành chiến thắng tại chặng đua đầu tiên của sự kiện này vào năm 2004. Fernando Alonso là tay đua giành chiến thắng tại hai chặng đua tiếp theo vào năm 2005 và 2006 và Felipe Massa đã giành chiến thắng trong các chặng đua 2007 và 2008 cho Ferrari. Vào chặng đua năm 2009, Jenson Button đã giành chiến thắng với Brawn GP và vào chặng đua năm 2010, Fernando Alonso đã giành chiến thắng lần thứ ba trong sự nghiệp Công thức 1 với Ferrari. Đồng thời, cũng vào năm 2010, cuộc đua chứng kiến một kiểu đường khác được sử dụng, "Endurance Circuit" với chiều dài 6,299 km được sử dụng thay cho kiểu đường "Sakhir Grand Prix Circuit" quen thuộc.
Sau khi Giải đua ô tô Công thức 1 Bahrain bị hủy bỏ vào năm 2011, Sebastian Vettel và Red Bull Racing đã giành được chiến thắng tại các chặng đua năm 2012 và 2013. Vào những năm 2014 và 2015, Lewis Hamilton và Mercedes giành chiến thắng và Nico Rosberg, đồng đội vào thời điểm đó của Hamilton, đã giành chiến thắng chặng đua này vào năm 2016. Vào hai năm tiếp theo, Sebastian Vettel đã giành chiến thắng cho Ferrari. Sau đó, Lewis Hamilton tiếp tục chiến thắng ba lần liên tiếp vào các năm 2019, 2020 và 2021 và đồng thời lập kỷ lục giành chiến thắng nhiều nhất với năm lần.
Max Verstappen giành chiến thắng phiên bản gần đây nhất vào năm 2023 với Red Bull Racing.

## Đặc điểm
Một đặc điểm đáng chú ý của trường đua Bahrain International, trường đua phục vụ cho chặng đua này, là các khu vực ngoài lớn thường xuyên bị chỉ trích vì không đủ tốt để trừng phạt những tay đua đi chệch khỏi đường đua. Tuy nhiên, chúng có xu hướng ngăn cát rơi vào trường đua. Ngoài ra, đường đua này còn được coi là một trong những đường đua an toàn nhất thế giới.
Mặc dù đồ uống có cồn là hợp pháp ở Bahrain, nhưng các tay đua không xịt rượu sâm panh truyền thống khi lên bục trao giải. Thay vào đó, họ xịt với một loại nước hoa hồng không cồn có tên là Waard.

## Kết quả theo năm
| Năm  | Tay đua                               | Đội đua                               | Địa điểm (bao gồm hình dạng đường đua) | Chi tiết |
| ---- | ------------------------------------- | ------------------------------------- | -------------------------------------- | -------- |
| 2004 | Michael Schumacher                    | Ferrari                               | Sakhir Grand Prix Circuit              | Chi tiết |
| 2005 | Fernando Alonso                       | Renault                               | Sakhir Grand Prix Circuit              | Chi tiết |
| 2006 | Fernando Alonso                       | Renault                               | Sakhir Grand Prix Circuit              | Chi tiết |
| 2007 | Felipe Massa                          | Ferrari                               | Sakhir Grand Prix Circuit              | Chi tiết |
| 2008 | Felipe Massa                          | Ferrari                               | Sakhir Grand Prix Circuit              | Chi tiết |
| 2009 | Jenson Button                         | Brawn-Mercedes                        | Sakhir Grand Prix Circuit              | Chi tiết |
| 2010 | Fernando Alonso                       | Ferrari                               | Sakhir Endurance Circuit               | Chi tiết |
| 2011 | Bị hủy vì cuộc nổi dậy ở Bahrain 2011 | Bị hủy vì cuộc nổi dậy ở Bahrain 2011 | Sakhir Grand Prix Circuit              | Chi tiết |
| 2012 | Sebastian Vettel                      | Red Bull Racing-Renault               | Sakhir Grand Prix Circuit              | Chi tiết |
| 2013 | Sebastian Vettel                      | Red Bull Racing-Renault               | Sakhir Grand Prix Circuit              | Chi tiết |
| 2014 | Lewis Hamilton                        | Mercedes                              | Sakhir Grand Prix Circuit              | Chi tiết |
| 2015 | Lewis Hamilton                        | Mercedes                              | Sakhir Grand Prix Circuit              | Chi tiết |
| 2016 | Nico Rosberg                          | Mercedes                              | Sakhir Grand Prix Circuit              | Chi tiết |
| 2017 | Sebastian Vettel                      | Ferrari                               | Sakhir Grand Prix Circuit              | Chi tiết |
| 2018 | Sebastian Vettel                      | Ferrari                               | Sakhir Grand Prix Circuit              | Chi tiết |
| 2019 | Lewis Hamilton                        | Mercedes                              | Sakhir Grand Prix Circuit              | Chi tiết |
| 2020 | Lewis Hamilton                        | Mercedes                              | Sakhir Grand Prix Circuit              | Chi tiết |
| 2021 | Lewis Hamilton                        | Mercedes                              | Sakhir Grand Prix Circuit              | Chi tiết |
| 2022 | Charles Leclerc                       | Ferrari                               | Sakhir Grand Prix Circuit              | Chi tiết |
| 2023 | Max Verstappen                        | Red Bull Racing-Honda RBPT            | Sakhir Grand Prix Circuit              | Chi tiết |
| 2024 | Max Verstappen                        | Red Bull Racing-Honda RBPT            | Sakhir Grand Prix Circuit              | Chi tiết |